# Renault Avantime
Renault Avantime var en bilmodel i den øvre mellemklasse, som mellem efteråret 2001 og foråret 2003 blev produceret af Matra i joint venture med Renault. Konceptet var fra starten tiltænkt en nichemodel da pladsforholdene var som i en MPV, men bilen kun havde tre døre men et højt udstyrsniveau.
Navnet er et portmanteau sammensat af "avant" (fransk for "for") og "time" (fransk for "tid").

## Historie
Avantime blev præsenteret som prototype på Geneve Motor Show i marts 1999, mens den produktionsklare udgave blev vist på Frankfurt Motor Show i september måned samme år.
Den i november 2001 introducerede serieproducerede version var teknisk set baseret på den i slutningen af 1996 introducerede Espace. I Renaults modelprogram var modellen placeret mellem Espace og Vel Satis.
Avantime bød på visse tekniske innovationer såsom de 1,40 m lange og 55 kg tunge sidedøre, som ved åbning gled fremad på en skinne og dermed gjorde indstigningsåbningen større uden et større sidelæns pladsbehov. Specielt var desuden det store panorama-glasskydetag og den altid tofarvede udvendige lakering samt det talrige læderudstyr.
Bilen blev produceret af Matra i Romorantin-Lanthenay og havde ligesom Espace et kunststofkarrosseri monteret på en forzinket stålchassis. Avantime udmærkede sig ved sit ukonventionelle design, men blev på grund af lave salgstal et flop.
Dertil kom produktionsfirmaets konkurs og Renaults beslutning om at bygge fjerde generation af Espace med et almindeligt stålkarrosseri, hvilket fratog Matra-fabrikken sit eksistensgrundlag. Dette førte til at produktionen af Avantime blev indstillet den 18. april 2003 efter en produktion på 8.450 eksemplarer. Dermed var skæbnen for Matras bildivision beseglet, da firmaet året efter blev overtaget af Pininfarina.
Ud over den voluminøse grundform var hovedgrunden for designdiskussioner den usædvanlige bagende, som i modificeret form også fandt anvendelse på Vel Satis samt på anden generation af Mégane, hvor sidstnævnte blev en økonomisk succes.
- Bagfra
- Interiør
- Sidelinie med Matra-logo
- Karrosseriramme

## Motorprogram
Ved introduktionen i efteråret 2001 var kun V6-motoren tilgængelig. I april 2002 blev motorprogrammet udvidet med en mindre firecylindret benzinmotor samt en dieselmotor, og desuden kunne V6-motoren fra dette tidspunkt også leveres med automatgear.
- 2.0 T: Firecylindret benzinmotor type F4Rt med 16 ventiler og turbolader. 1998 cm³, 120 kW (163 hk). 0-100 km/t 9,9 sek., topfart 202 km/t.[5]
- 3.0 V6: V6-benzinmotor type ES9 A (en) med 24 ventiler. 2946 cm³, 152 kW (207 hk). 0-100 km/t 8,6 sek., topfart 220 km/t.[5]
- 2.2 dCi: Firecylindret dieselmotor type G9T med 16 ventiler, turbolader og commonrail. 2188 cm³, 110 kW (150 hk). 0-100 km/t 11,0 sek., topfart 195 km/t.[5]

## Nordamerika
I Nordamerika blev det overvejet at introducere modellen under luksusmærket Infiniti, men på grund af de relativt høje omkostninger forbundet med at tilpasse bilen de amerikanske lovkrav valgte Renault og Nissan i sidste ende ikke at realisere disse planer.

## Film og tv
I 2008 blev en Avantime brugt i det britiske bilprogram Top Gear, hvor værter forsøgte at forbedre bilens ydevne, så den kunne kommer hurtigere rundt på deres testbane end en Mitsubishi Lancer Evolution X. Avantime var en af de få biler som alle de tre værter; Jeremy Clarkson, Richard Hammond og James May kunne lide (sammen med Ford Mondeo og Subaru Legacy).